# تانيا فوستر
تانيا فوستر (بالإنجليزية: Tania Foster)‏ هي مغنية ومغنية مؤلفة أمريكية، ولدت في 30 أغسطس 1987 في بلاكبول في المملكة المتحدة.

## وصلات خارجية
- الموقع الرسمي
- تانيا فوستر على موقع ميوزك برينز (الإنجليزية)